# ФК Младост Добој Какањ
ФК Младост Добој Какањ је фудбалски клуб из Добоја код Какња, Федерација Босне и Херцеговине, Босна и Херцеговина. Од сезоне 2015/16. је члан Премијер лиге Босне и Херцеговине.

## Историја
Клуб је основан 1959. године, на темељима ФК Добој, који је основан 1956. године и играо је у лиги радничко-спортских игара општине Какањ.
У сезони 2009/10, клуб је освојио прво место у лиги Зеничко-добојског кантона и тако је изборио пласман у Другу лигу Федерације БиХ (група Центар), где су у првој сезони завршили на 4. месту. Клуб је играо у првом колу Купа Босне и Херцеговине у сезони 2008/09. Наредни успех клуба био је 2013. године када је освојено прво место у Другој лиги Федерације БиХ (група Центар), чиме је обезбеђен пласман у Прву лигу Федерације БиХ.
У сезони 2014/15. у Првој лиги Федерације БиХ, клуб је освојио 1. место па је тако обезбедио себи пласман у босанскохерцеговачку Премијер лигу.
У сезони 2016/17. клуб је стигао до полуфинала Купа Босне и Херцеговине. На путу до полуфинала Младост је елиминисала Рудар Приједор, Славију Сарајево и Босну Унион (у то време под именом Босна Сема), пре него што их је Сарајево елиминисало у полуфиналу.

## Успеси

### Првенство
- Прва лига Федерације Босне и Херцеговине:
  - Победник (1): 2014/15.
- Друга лига Федерације Босне и Херцеговине:
  - Победник (1): 2012/13. (центар)
- Прва фудбалска лига Зеничко-добојског кантона:
  - Победник (1): 2009/10.

### Куп
- Куп Босне и Херцеговине у фудбалу:
  - Полуфинале (1): 2016/17.